# Boroșneu Mic, Covasna
Boroșneu Mic (în maghiară Kisborosnyó) este un sat în comuna Boroșneu Mare din județul Covasna, Transilvania, România. Se află în partea de central-sudică a județului, în Depresiunea Târgu Secuiesc.
În apropiere există o cetate dacică.

## Monument dispărut
Fostul "Conac Tompa" din satul Boroșneu Mic este înscris pe "Lista monumentelor istorice dispărute", elaborată de Ministerul Culturii și Cultelor în anul 2004 (datare: sec. XVIII, cod 15B0074).